# Intercontinental Le Mans Cup
A Intercontinental Le Mans Cup (abreviada como ILMC ) foi uma competição de corrida de carros sport-protótipos de resistência organizada pelo Automobile Club de l'Ouest (ACO) iniciado em 2010.  Os planos foram anunciados pela primeira vez em Junho de 2009   e confirmados em Dezembro do mesmo ano. 
Tanto os sport-protótipos quanto os grand tourers eram elegíveis para competir no ILMC: cada uma das classes LMP1 e GTE tinha uma taça de fabricantes, enquanto todas as classes ACO tinham taças de equipas, desde que houvesse pelo menos quatro inscritas.  Em 2010, a classe GT1 também foi elegível pela última vez.
A Peugeot foi totalmente dominante, vencendo 9 das 10 corridas durante os dois anos.
Para 2012, a ACO e a FIA anunciaram a criação de um novo Campeonato Mundial de Endurance da FIA . Este campeonato usaria regras semelhantes e substituiria a Intercontinental Le Mans Cup. 

## História
O calendário de 2010 incluiu as rondas finais da Le Mans Series (os 1000 km de Silverstone a 2 de setembro), da American Le Mans Series (Petit Le Mans a e de outubro) e os 1000 km km Zhuhai a 7 de novembro (que estava planeada como a única ronda da Asian Le Mans Series, competição que viria a sofrer um hiato até 2013).  Enquanto isso, o calendário de 2011 foi expandido para sete eventos. Junto com as corridas de Silverstone (corrida que passou para seis horas) e Petit Le Mans em datas semelhantes, o campeonato começou com as 12 Horas de Sebring (Sebring, Estados Unidos, março) antes de se mudar para a Europa para disputar uma corrida de seis horas em Spa-Francorchamps, na Bélgica, em maio, as 24 Horas de Le Mans (Le Mans, França, 11 e 12 de junho) e outra corrida de seis horas no circuito de Ímola, em Itália, em julho. O final da temporada foi realizado na China, no circuito de Zhuhai . 

## Campeões
| Ano  | Equipa LMP1         | Equipa LMP2             | Equipa GT1         | Equipa GT2/GTE Pro | Equipa GTE Am      | Ref   |
| Ano  | Construtor LMP1     |                         |                    | Construtor GT2/GTE |                    | Ref   |
| ---- | ------------------- | ----------------------- | ------------------ | ------------------ | ------------------ | ----- |
| 2010 | Peugeot Sport Total | OAK Racing              | Larbre Compétition | Felbermayr-Proton  | nenhuma            | [ 5 ] |
| 2010 | Peugeot             |                         |                    | Ferrari            |                    | [ 5 ] |
| 2011 | Peugeot Sport Total | França Signatech Nissan | nenhuma            | AF Corse           | Larbre Compétition | [ 6 ] |
| 2011 | Peugeot             |                         |                    | Ferrari            |                    | [ 6 ] |